# Kruis voor 25 Dienstjaren van de Officieren
Het Kruis voor 25 Dienstjaren van de Officieren (Duits: Kreuz für 25 Dienstjahre der Offiziere) van het koninkrijk Saksen was een dienstonderscheiding die van 1874 tot 1918 bij jubilea van officieren werd uitgereikt. 
Het kruis werd op 23 april 1874 door koning Albert van Saksen ingesteld ter vervanging van de eerdere Zilveren Medaille voor 15 Dienstjaren van Officieren en Soldaten die tussen 1832 en 1873 werd uitgereikt. De eerdere onderscheiding had een meer egalitair karakter, dit kruis werd alleen aan officieren uitgereikt voor 25 jaar volbrachte en vlekkeloze dienst in het Saksische leger. Oorlogsjaren telden dubbel. Tussen 1874 en 1913 ontvingen onderofficieren en soldaten een medaille.
Het verguld bronzen kruis pattée draagt aan de voorzijde op het ronde medaillon het gekroonde monogram "AR". Op de keerzijde staat het Romeinse getal "XXV.". Het kruis werd aan een mosgroen lint met een smalle witte streep en twee bredere witte strepen langs de rand op de linkerborst gedragen. De fabrikant was de juweliersfirma Scharffenberg in Dresden. Het kruis heeft een hoogte van 38 millimeter en weegt 13,7 gram.
De kruisen bestaan in drie uitvoeringen: met gladde armen, met ruwe "gekörnte" armen en in een uitvoering waarbij kruis en medaillon één geheel vormen.
Na 21 april 1913 werd dit kruis ook aan militaire ambtenaren, onderofficieren en soldaten worden toegekend. 